# Abraham Abulafia
Abraham Abulafia (1240 – po 1292) byl židovský mystik-kabalista.

## Život
Abraham Abulafia pocházel ze Španělska, podnikal řadu cest a v roce 1280 se snažil o konverzi papeže Mikuláše III. k židovství. Byl vězněn a odsouzen k smrti na hranici, ale díky úmrtí papeže z trestu vyvázl. Abulafia je autorem řady kabalistických spisů. Vrchol mystického zážitku spatřuje v extatickém splynutí duše mystika s Bohem. Sám měl řadu mystických vizí a vypravoval duchovní metody a cvičení umožňující dosažení mystických prožitků. Jejich základem byla kombinace různých variant božího jména, tedy kombinace hebrejských písmen, z nichž jsou variace božího jména složeny. Stálým opakováním těchto různých kombinací dosahoval mystického osvícení a extáze. Velmi si cenil nábožensko-filozofického díla Maimonida, kterého interpretoval mystickým způsobem.
Abulafia měl značný vliv na další vývoj židovské mystiky, kabaly, protože ta se ubírala především cestou mystických úvah a extatickému prvku nepřikládala žádný význam.